# Sociedade Esportiva Matsubara
A Sociedade Esportiva Matsubara foi um time de futebol da cidade de Cambará, no estado do Paraná. Foi fundado dia 18 de dezembro de 1974, sendo extinto em 2011.
Ele foi duas vezes quarto lugar no Campeonato Paranaense nas edições de 1989, 1993 e uma vez terceiro colocado na edição de 1995 quando ele já tinha mudado para Londrina. Apesar de não ter conquistado nenhum título no profissional, o clube ficou marcado pelas boas campanhas feitas nas categorias de base onde ganhou títulos relevantes e pelo pioneirismo em dar importância aos juvenis e juniores no estado do Paraná, principalmente na década de 1980.

## História
Matsubara foi fundado em 18 de dezembro de 1974, pelo nipo-brasileiro Sueo Matsubara para o lugar do Cambaraense, vice-campeão paranaense em 1953.
Em 1976, foi vice-campeão da Segunda Divisão Estadual Paranaense.
Em 1992, terminou na quarta colocação do Campeonato Brasileiro Série C, eliminando o também paranaense Operário e sendo eliminado nas semifinais pelo Fluminense de Feira.
Em 5 de janeiro de 1995, levou sua sede profissional e mudou-se para Londrina, ano em que montou um time competitivo para disputar o Campeonato Paranaense, com nomes como Neto, Edmilson, Almir e Cleomir, tendo chegado às semifinais do torneio. Porém no ano seguinte, fez um péssimo campeonato Paranaense e somado aos fracos públicos na cidade londrina com a crise da empresa proprietária do clube, a Matsubara, o clube retornou à Cambará em 1997, onde apresentou baixa receptividade de sua torcida obtendo uma média de 200 torcedores em casa nos jogos do Paranaense. Ainda em 1996, o Matsubara participou da Série C e foi comandado pelo ator Nuno Leal Maia, que saiu de maneira conturbada do clube dizendo que o time titular havia sido desmantelado pelo presidente e fundador do clube Sueo Matsubara e que o mesmo havia vendido os jogos da fase final do torneio. Mandou alguns jogos em Santo Antônio da Platina e disputou algumas edições da Terceira Divisão Paranaense após isso, encerrando as atividades em 2011 após amargurar a última colocação nessa edição do estadual.

## Categoria de base
O Matsubara acumulou 15 participações na Copa São Paulo de Futebol Júnior, tendo como seu auge na década 1980, onde participou de todas edições e chegou a ser o único clube paranaense em sete edições. Teve como melhores campanhas as semifinais de 1980 (vencendo o Grêmio e Santos e perdendo para o futuro campeão Internacional) e 1988 (derrota nos pênaltis para o Nacional-SP após vencer o Flamengo na trajetória). Encarou também o Velez Sarsfield em uma edição, em 1982, goleando o clube argentino por 5–3.
Nos campeonato estadual sub-20, sagrou-se campeão sete vezes: um tricampeonato entre 1981 e 1983 mais um tetracampeonato de 1985, a 1988.

## Títulos

### Estadual
- Campeonato Paranaense de Futebol - Segunda Divisão
  - Vice-campeão (1): 1976
- Campeonato Paranaense do Interior: 1995
- Torneio Integração de Futebol Profissional
  - Campeão (1): 1989

### Local
- Campeonato Citadino de Londrina: 1995

### Categoria de base
- Campeonato Paranaense de Futebol Sub-20
  - Campeão (7): 1981, 1982, 1983, 1985, 1986, 1987, 1988

- Copa Santiago de Futebol Juvenil
  - Campeão (1): 1991

### Torneios amistosos
- Bình Dương Television Cup
  - Campeão (2): 2007, 2011
  - Vice-campeão (1): 2010

## Estádio
Matsubara jogava suas partidas no Estádio Regional de Cambará, que tem capacidade máxima de 15 mil pessoas e sua principal torcida era Torcida Organizada Matsubara (também conhecida pelas suas iniciais "TOM"), que era a proprietária do estádio e cedeu ao Matsubara por comodato.
Também jogava no Estádio do Café, com capacidade de 45 mil pessoas e localizado em Londrina. Seu centro de treinamento era na Vila Olímpica.

## Jogadores Históricos
- Djalma Bahia[14]
- Neto